# Efes Vitanta Moldova Brewery
Efes Vitanta Moldova Brewery (EVMB) — молдовська пивоварна компанія, найбільший виробник пива в країні, який контролює понад 70% національного пивного ринку. Розташована у столиці країни Кишиневі.

## Історія
Історія підприємства ведеться від першого на теренах Молдови пивоварного виробництва, започаткованого у Кишиневі у 1873 році. 
У радянський період пивзавод був приватизований та відомий як Кишинівська пивна фабрика («Фабрика де бере дин Кишинэу»). Пізніше у місті було збудовано сучасніше пивоварне підприємство, Кишинівську пивну фабрику №2, а в 1974 році обидва виробництва були об'єднані в одне підприємство.
1995 року відбулася приватизація підприємства зі створенням акціонерного товариства «Vitanta-Intravest». А в січні 2003 року контрольний пакет акцій товариства придбала турецька пивоварна корпорація Efes Beverage Group, яка на той час вже володіла виробничими активами на російському пивному ринку і входила до переліку провідних європейських виробників пива. Зі зміною власника компанія змінила назву на «Efes Vitanta Moldova Brewery», а в 2004 році отримала сертифікат відповідності менеджменту якості вимогам стандарту ISO 9001.
2005 року продукція підприємства склала 7,1 млн дал. із сукупних 10,2 млн дал. пива, проданого на молдавському ринку.

## Асортимент продукції

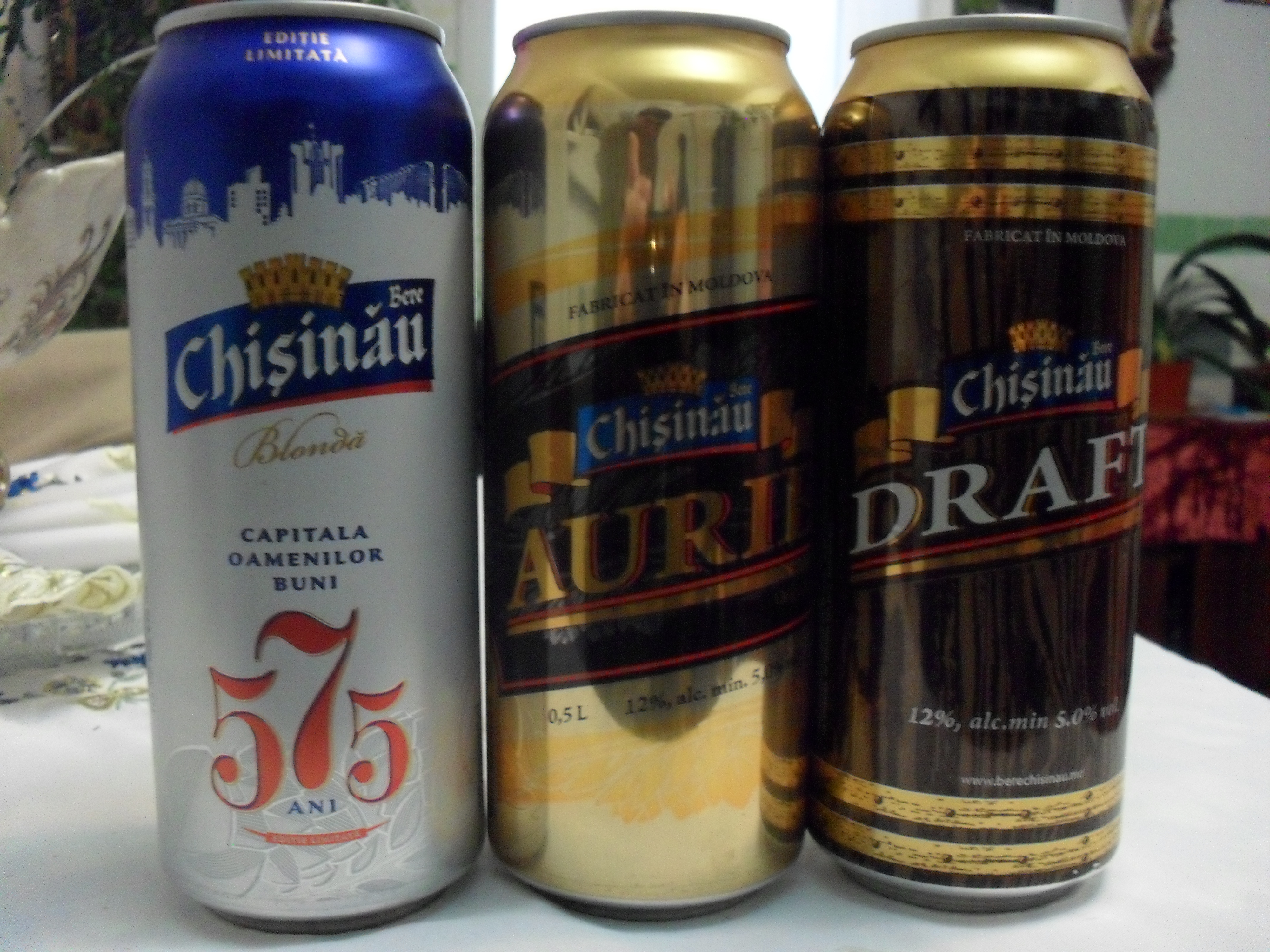

### Виробництво
- Chişinău Blondă — класичне світле пиво. Алк.об.: 4,5 %, густина 11%.
- Chişinău Draft — класичне світле пиво. Алк.об.: 5,0 %, густина 12%.
- Chişinău Draft Mild — легке світле пиво. Алк.об.: 4,0 %, густина 10%.
- Chişinău Aurie Originală — преміальне світле пиво. Алк.об.: 5,0 %, густина 12%.
- Chişinău Specială Tare — міцне пиво. Алк.об.: 7,0 %, густина 16%.
- Vitanta Premium Classic — міцне пиво. Алк.об.: 6,5 %, густина 15%.
- Timișoreana  —  світле пиво. Алк.об.: 4,7 %, густина 11,1%.

Підприємство також випускає безалкогольні напої в асортименті.

### Імпорт та подальша дистрибуція
Підприємство імпортує та забезпечує продаж на ринку Молдови пива міжнародних торговельних марок Heineken, Warsteiner, турецької Efes, а також російських Старый Мельник та Сокол.